# Saint-Michel (metropolitana di Parigi)
Saint-Michel è una stazione della Metropolitana di Parigi sulla linea 4, sita tra il V e il VI arrondissement di Parigi.

## La stazione
La stazione venne aperta nel 1910 e porta il nome del boulevard Saint-Michel e della piazza soprastante.

## Interconnessioni
- RER B e C Saint-Michel - Notre-Dame
- Bus RATP - 24, 24, 27, 38, 47, 63, 85, 86, 87, Bb
- Noctilien - N12, N13, N14, N15, N21, N22, N121, N122

## Nelle vicinanze
- Cattedrale di Notre-Dame
- Île de la Cité
- Île Saint-Louis